# کشش قیمتی عرضه

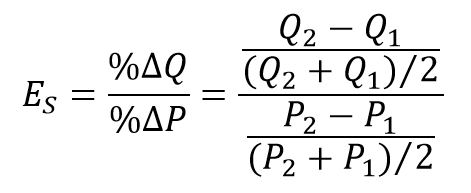

کشش قیمتی عرضه (به انگلیسی: Price elasticity of supply) درصد تغییر مقدار عرضه یک کالا را نسبت به درصد تغییر قیمت آن اندازه‌گیری می‌کند.
فرمول آن به صورت زیر می‌باشد:
(P1+P2/Q1+Q2)*{\displaystyle E_{S}={\frac {\Delta Q}{\Delta P}}}
اگر {\displaystyle E_{S}} بزرگتر از یک باشد عرضه باکشش است. اگر مساوی یک بود دارای کشش واحد و اگر کوچکتر از یک باشد کم کشش است. در محاسبه کشش عرضه، مانند کشش تقاضا استفاده از مقدار و قیمت اولیه یا مقدار و قیمت جدید مقدار کشش‌های متفاوتی بدست می‌آید. برای پرهیز از این تفاوت، می‌توان از متوسط مقدار و قیمت اولیه و جدید استفاده نمود.